# Густав Леонхард
Густав Леонхард (на немски: Gustav Leonhardt), (30 май 1928 – 16 януари 2012 г.), е нидерландски пианист, органист, диригент, музиковед и педагог. Живее в Амстердам. Един из най-големите и авторитетни изпълнители на барокова музика.

## Биография
Роден е на 30 май 1928 г. в Гравеланд, сега квартал на град Вайдемерен, Нидерландия. В периода 1947 – 1950 г. изучава органно изкуство в Schola Cantorum в Базел. Като изпълнител на клавесин дебютира във Виена през 1950 г. („Изкуството на фугата“ на Йохан Себастиян Бах). От 1952 г. е професор в Националната академия по музика, а от 1954 г. е професор в Амстердамската консерватория. През 1954 г. създава бароков ансамбъл (виолончело – Николаус Арнонкур), концертира и прави записи с Алфред Делер. Активно си сътрудничи с La Petite Bande на С.Сигизвалд Кьойкен, Франс Брюген, Филип Херевеге. Преподава в Харвард. Умира на 16 януари 2012 г. в Амстердам.

## Репертоар
В репертоара му са произведения на Йохан Себастиан Бах, Букстехуде, Моцарт, Пърсел, Уилям Бърд, Жан Филип Рамо, Джироламо Фрескобалди, Монтеверди, Доменико Скарлати, Телеман, Ян Питерсзоон Свеелинк и др.

## Признание
- 1980 г. – Премия „Еразъм“
- 2007 г. – Командор на Ордена за литература и изкуство
- Почетен доктор на множество университети в Европа и САЩ